# Anna-Maija Raittila
Anna-Maija Raittila, född 23 juli 1928 i Joensuu, död 25 augusti 2012 i Helsingfors, var en finländsk författare.

## Biografi
Raittila blev teologie kandidat 1952 och verkade som lektor i religionskunskap och psykologi vid läroverk i Imatra och Esbo. Hon utgav en rad diktsamlingar, bland annat Lähteet (1961) och Paratiisini puut (1999), i vilka hon beskrev en kristen världsbild. Ett rikt urval ur hennes lyriska produktion ingår i Kootut runot (2003).
Bland Raittilas prosaböcker märks Suru on tie (1989), Hiljaisuuden kirja (1993) och självbiografin Kotipiha kulkee mukana (1990). Stor uppmärksamhet väckte dagboksvolymen Vehnänjyvän päiväkirja 1963–1989 (2002). Hon mottog Pro Finlandia-medaljen 1977.
Raittila var även en betydade psalmförfattare och -översättare. Hon var medlem i Finlands evangelisk-luhterska kyrkas psalmboksförnylse som medlem i psalmbokskommitté under åren 1973–1984. I Finlands kyrkas finska psalmbok finns 22 psalmer som hon har skrivit, samt 65 psalmer som hon har översatt och 45 psalmer som hon har bearbetat. I den finlandssvenska psalmboken finns fyra psalmer som hon har skrivit.
Hon var med i Svenska kyrkans finska psalmboksarbete i två omgångar. Hon var med i arbetet då en ny finsk psalmbok för Svenska kyrkan blev klar 1972 (Ruotsin virsikirja: Kuninkaan käskystä toimitettu 1972).
Hon var medlem i en arbetsgrupp som hade uppgift att översatta 1986 års Den svenska psalmboken till finska under åren 1994–2001. I Ruotsin kirkon virsikirja, Den svenska psalmboken på finska, som utkom 2003 finns 181 psalmer som hon har skrivit, översatt eller bearbetat.

### Uppslagsverk
- Raittila, Anna-Maija i Uppslagsverket Finland (webbupplaga, 2012). CC-BY-SA 4.0